# La pequeña Suiza
La pequeña Suiza es una película de comedia española estrenada en 2019. Fue dirigida por Kepa Sojo y protagonizada por Maggie Civantos, Jon Plazaola, Ingrid García-Jonsson y Secun de la Rosa. Está rodada en Arceniega mayoritariamente, en el País Vasco. Está inspirada en Pasaporte a Pimlico (1949).

## Sinopsis
Tellería. Un imaginario pueblo castellano, enclavado en el centro del País Vasco, que tras 700 años de historia, pasa a formar parte del territorio vasco. Un curioso hallazgo en el santuario del pueblo dará lugar a que los osados habitantes de Tellería den comienzo a una gran peripecia. Pedirán su anexión, nada menos que a uno de los países más desarrollados del mundo: Suiza.

## Reparto
- Maggie Civantos como Yolanda Penedo.
- Jon Plazaola como Gorka Intxausti.
- Ingrid García-Jonsson como Nathalie Revuelta.
- Lander Otaola como Iker.
- Secun de la Rosa como Don Anselmo Martínez de Salinas.
- Ramón Barea como Antolín Intxausti.
- Maribel Salas como Anamari Intxausti.
- Mikel Losada como Bernabé.
- Pêpê Rapazote como Fernando.
- Enrique Villén como Revuelta.
- Kandido Uranga como Añibarro.
- Anabela Teixeira como Heidi Müller Gomez.
- Karra Elejalde como Peio Echeverría.
- Antonio Resines como Pascual Revuelta.
- Susana Soleto como reportera.
- Isabel Guardiola como secretaria suiza.
- Iñigo Salinero como secretario del Lehendakari.